# Milion+ Entertainment
Milion+ Entertainment (někdy také Milion+, Milion Plus nebo zkráceně M+) je české hip-hopové hudební vydavatelství (label).
Vznikl v roce 2015 z původního uskupení YZO Empire, kdy se jeho zakládajícími členy stali Yzomandias, Konex, Jickson, Karlo, Jackpot, Nik Tendo a další. Od založení v labelu působilo 13 umělců. K půlce roku 2024 je zde zaměstnáno 10 umělců, 1 producent, 1 grafik, 2 členové organizační složky a 1 člen ochranky.

## Historie
Label vznikl v roce 2015 z uskupení YZO Empire. Se vznikem labelu je neodmyslitelně spjato vydání Yzomandiasova (tehdy ještě pod přezdívkou Logic) alba Yzomandias. Ještě před tím ale vydal Konex své EP Musick, které je oficiálně prvním releasem vydaným pod labelem Milion Plus. V roce 2015 ještě vyšlo pár alb interpretů v labelu, jako například album 333 od Karla nebo album Palác od Barbera. Na začátku roku 2016 pak Yzomandias vydal album [Gudlak] se svým kolegou Karlem, ve stejný den vyšlo také album Cocktail Party od Robina Zoota. V dubnu pak vyšel první celo-labelový mixtape s názvem Milion+ Paradise, z nějž nejpopulárnější skladba „Milion+ rmx“ na YouTube do této chvíle dosáhla přes 5,3 milionů zhlédnutí. Po květnovém vypuštění Hasanova alba Oceán vydal Yzomandias album Ze dna. Jickson vydal album Origami a do konce roku stihl ještě Koky vydat EP Mám to a Yzomandias vydat mixtape J. Eden. 
Rok 2017 pro label začal nepříjemně, 11. ledna 2017 spáchal totiž sebevraždu zakládající člen JCKPT (Jackpot). S tím se pak label rozloučil 20. ledna 2017 v klubu v Praze. Aktivita labelu se ale tímto nezastavila – tento rok začal také vydáním EP Loft od Hasana a EP GoldCigo od Nik Tenda, které ačkoliv Nik ještě nebyl oficiálně členem labelu, je jeho prvním EP které bylo pod labelem vydáno. Karlo vydal v dubnu pokračování alba 333 – album 666 a Yzomandias vydal album Zhora vypadá všechno líp, z nějž se skladba „Holly Molly“ stala na dlouhou dobu nejsledovanějším videoklipem labelu na YouTube s více než 17 miliony zhlédnutí. Na konci července label uspořádal první ročník Milion+ Festivalu, na kterém se objevil celý label. Následovala delší přestávka, po které vydal v září Nik Tendo své EP GoldKid, v té době už jako oficiální člen labelu. Své album v říjnu vydal také Robin Zoot, a to album s názvem 0002. Ke konci roku label vydal posmrtné nedokončené EP JCKPTa s názvem 111. V tomto období také label opustil Lvcas Dope kvůli interním neshodám.
V roce 2018 byl prvním releasem labelu Yzomandiasovo album Sbohem Roxano, které později získalo oficiální platinovou desku. Kamil Hoffmann v červnu vydal ve spolupráci se slovenským hip-hopovým uskupením Conspiracy Flat album V Sieti. V červnu také Nik Tendo vydal své debutové album 7, v červenci pak vydal Jickson ve spolupráci s Viktorem Sheenem album Grál. V červenci se také konal druhý ročník festivalu Milion+ Festival, kde kromě všech členů labelu vystupovali také Viktor Sheen nebo slovenský rapper Zayo. Robin Zoot v září vydal album TMVCJN a rok 2018 label zakončilo vydáním společného alba KRTEK MONEY LIFE, které se okamžitě umístilo na předních příčkách hitparády a stalo se ikonickým symbolem labelu.
V dubnu roku 2019 vydal Hasan své eponymní album Hasan, Yzomandias pak vydal na konci května pokračování mixtapu J. Eden z roku 2016, které pojmenoval J. Eden Dva. V květnu a červnu také proběhla tzv. KML Tour, které se zúčastnili všichni členové labelu na každé zastávce. Na konci června vydal Konex se svým kolegou Kamilem Hoffmannem album Corretto. V létě vydal Koky EP Da Kyko a Karlo vydal v září kompilaci Sedel Som Na Káve. Na konci září ještě vydal Decky své první album Kingpin. Na začátku listopadu vyšlo Nik Tendovo album Fatamorgana a na začátku prosince Yzomandiasovo album Dobrá Duše, Srdce Ze Zlata. Obě tyto alba se umístili na předních příčkách žebříčků hitparády.
V únoru 2020 proběhla premiéra dokumentu Krtek Money Life, který zachytil zákulisní dění na KML Tour. Následně Nik Tendo a Yzomandias oznámili Double Trouble tour, kterou ale v březnu hned ze začátku pozastavila pandemie covidu-19. V březnu také vydal Karlo své album 999, které slouží jako poslední díl trilogie alb 333, 666 a 999. V dubnu vydali Konex a Decky ve spolupráci s několika českými rappery EP KARANTENA PARTY, které bylo směřováno jako reakce na pandemii covidu-19. Ke konci dubna pak vydal Nik Tendo EP Restart. V květnu se Yzomandias, Nik Tendo, Jickson, Karlo a Robin Zoot zapojili do celosvětové výzvy #hot16challenge2, která byla reakcí na pandemii covidu-19 a měla za úkol zvýšit povědomí o sbírkách na pomoc proti pandemii. V červnu je pak vydána sada skladeb z této výzvy oficiálně pod labelem, a to s názvem #hot16challenge2. Robin Zoot uprostřed června následně vydal album Pouzar, Konex pak v červenci vydal své první sólové album VOILÀ. V srpnu vydal Yzomandias EP Melanž, které se stalo jeho nejpopulárnějším releasem na streamovacích službách a jehož videoklip se stal nejsledovanějším videoklipem labelu s více než 19 miliony zhlédnutí. V září se na dvě zastávky obnovila Double Trouble tour, která byla ale poté opět odložena kvůli vládním opatřením. Následně vydal Nik Tendo pokračování EP Restart s názvem Lunazar. Na začátku října opustil label zakládající člen Konex. V druhé polovině října vydal Hasan album Prototyp a Yzomandias vydal ke konci listopadu album Prozyum. Rok 2020 uzavřel Nik Tendo vydáním singlu „Malá Biš“.
Ze začátku roku 2021 vydal Karlo EP s názvem Sabotage, které je specifické tím, že vychází na audiokazetě. Nik Tendo ohlásil oficiální ukončení Double Trouble tour, která byla přerušena kvůli pandemii. Hlava labelu Yzomandias vyhrála anketu Muž Roku 2020 a spolu s tím ohlásil vydání alba Prozyum (Director's Cut), které bylo deluxe verzí alba Prozyum, které vydal v listopadu 2020. V březnu Kamil Hoffmann vydal album Katalóg a ve stejný měsíc Koky vydal své debutové album Stát Ve Stínu, Dotýkat Se Hvězd. Hasan vydal v květnu instrumentální projekt Echo a v červnu vydal Robin Zoot album Robby Trouble.
Časopis Refresher označil v roce 2019 label Milion Plus za nejprogresivnější rapové vydavatelství v Česku.
V roce 2022 byl Karlo zadržen policií. Důvodem bylo pašování drog, konkrétně kokainu a marihuany. Byl odsouzen na 7 let ve vězení. Díky této události vznikl slogan #FreeKarlo, který je od té doby frekventovaně užíván jak ve skladbách od ostatních kolegů z labelu, tak i mezi fanoušky. V říjnu 2024 byl Karlo propuštěn do domácího vězení.

## Současní umělci labelu
| Jméno      | Rok vstupu | Vydaná alba pod labelem | Popis                                                                                           |
| ---------- | ---------- | ----------------------- | ----------------------------------------------------------------------------------------------- |
| Yzomandias | 2015       | 15                      | Český rapper z Karlových Varů, v roce 2015 label založil. Dříve byl známý pod přezdívkou Logic. |
| Nik Tendo  | 2016       | 11                      | Český rapper z Pardubic.                                                                        |
| Hasan      | 2016       | 12                      | Český rapper z Tábora, dříve byl součástí RFTS Crew.                                            |
| Karlo      | 2015       | 6                       | Slovenský rapper z Lučence, v labelu je od založení. Známý také jako Gumbgu.                    |
| Koky       | 2015       | 4                       | Český rapper z Ostrova.                                                                         |
| Robin Zoot | 2015       | 6                       | Český rapper z Ústí nad Labem, předtím byl součástí Social Gangu.                               |
| Decky      | 2015       | 3                       | Český producent a DJ.                                                                           |
| Jickson    | 2015       | 3                       | Český rapper z Hradce Králové, dříve známý pod přezdívkou Jimmy Dickson.                        |
| Sara Rikas | 2024       | 1                       | Slovenská rapperka a zpěvačka.                                                                  |

## Bývalí umělci labelu
| Jméno          | Strávené roky | Vydaná alba pod labelem | Popis                                                                                          |
| -------------- | ------------- | ----------------------- | ---------------------------------------------------------------------------------------------- |
| JCKPT          | 2015–2017     | 1                       | Český rapper z Prahy, dne 11. ledna 2017 spáchal sebevraždu.                                   |
| Lvcas Dope     | 2015–2018     | 2                       | Český rapper z Chebu, z labelu na přelomu let 2017 a 2018 odešel kvůli sporům s Yzomandiasem.  |
| SKiNNY BARBER  | 2015–2017     | 1                       | Český rapper z Karlových Varů, později byl členem uskupení SCB.                                |
| Konex          | 2015–2020     | 4                       | Slovenský rapper a producent z Popradu. 4. října 2020 z vydavatelství odešel.                  |
| Kamil Hoffmann | 2017-2024     | 4                       | Slovenský rapper, dříve vystupoval pod přezdívkou „Zmrd“. 1. srpna 2024 opustil vydavatelství. |

## Diskografie
Následující seznam je soupis všech releasů vydaných pod labelem Milion+.
| Autor                      | Název releasu                             | Datum vydání       | Číslo releasu       | Ocenění                                    | Poznámka                                                                                           |
| -------------------------- | ----------------------------------------- | ------------------ | ------------------- | ------------------------------------------ | -------------------------------------------------------------------------------------------------- |
| Konex                      | Musick                                    | 28. února 2015     | 1                   |                                            | První oficiální release labelu.                                                                    |
| Yzomandias                 | Yzomandias                                | 20. dubna 2015     | 2                   |                                            | |
| Karlo                      | 333                                       | 3. března 2015     | 3                   |                                            | |
| Hasan                      | Love Hasan (mixtape)                      | 4. září 2015       | 4                   |                                            | |
| Barber                     | Palác                                     | 15. prosince 2015  | 5                   |                                            | |
| Yzomandias                 | [Gudlak] (with Karlo)                     | 24. ledna 2016     | 6                   |                                            | |
| Robin Zoot                 | Cocktail Party                            | 24. ledna 2016     | 7                   |                                            | |
| Milion+                    | Milion+ Paradise                          | 14. dubna 2016     | 8                   |                                            | Na albu se podíleli všichni umělci labelu a bylo vydáno jako společný projekt.                     |
| Hasan                      | Oceán                                     | 31. května 2016    | 9                   |                                            | |
| Yzomandias                 | Ze Dna                                    | 26. června 2016    | 10                  |                                            | |
| Jickson                    | Origami                                   | 25. srpna 2016     | 11                  |                                            | |
| Koky                       | Mám to (EP)                               | 27. listopadu 2016 | –                   |                                            | |
| Yzomandias                 | J. Eden (mixtape)                         | 24. prosince 2016  | –                   |                                            | |
| Hasan                      | Loft (EP)                                 | 4. ledna 2017      | –                   |                                            | |
| Nik Tendo                  | GoldCigo (EP)                             | 7. února 2017      | –                   |                                            | |
| Karlo                      | 666                                       | 1. dubna 2017      | 12                  |                                            | |
| Yzomandias                 | Zhora Vypadá Všechno Líp                  | 27. května 2017    | 13                  | CZ: Platinová deska                        | |
| Nik Tendo                  | GoldKid (with Decky)                      | 7. září 2017       | 14                  |                                            | |
| Robin Zoot                 | 0002                                      | 13. října 2017     | 15                  |                                            | |
| JCKPT                      | 111 (EP)                                  | 20. prosince 2017  | 16                  |                                            | posmrtné EP rappera JCKPTa, který zemřel na začátku roku 2017.                                     |
| Yzomandias                 | Sbohem Roxano                             | 30. dubna 2018     | 17                  | CZ: Platinová deska                        | |
| Kamil Hoffmann             | V Sieti (with Conspiracy Flat)            | 10. června 2018    | 18                  |                                            | |
| Nik Tendo                  | 7                                         | 27. června 2018    | 19                  | CZ: 2x platinová deska                     | |
| Viktor Sheen a Jickson     | Grál (with Viktor Sheen)                  | 27. července 2018  | 20                  |                                            | |
| Robin Zoot                 | Tvoje Máma Ví Co Je Nám*d (with DJ Rusty) | 12. září 2018      | 21                  |                                            | |
| Milion+                    | KRTEK MONEY LIFE                          | 30. listopadu 2018 | 22                  | CZ: 2x Platinová deska                     | Na albu se podíleli všichni umělci labelu a bylo vydáno jako společný projekt.                     |
| Hasan                      | Hasan                                     | 25. duben 2019     | 23                  | CZ: Platinová deska                        | |
| Yzomandias                 | J. Eden Dva (mixtape)                     | 31. května 2019    | 24                  |                                            | |
| Konex                      | CORRETTO (with Kamil Hoffmann)            | 28. června 2019    | 25                  |                                            | |
| Koky                       | Da Kyko (EP)                              | 19. července 2019  | –                   |                                            | |
| Karlo                      | Sedel som na káve                         | 14. září 2019      | –                   |                                            | |
| Decky                      | KINGPIN                                   | 26. září 2019      | 26                  | CZ: Platinová deska                        | |
| Nik Tendo                  | FATAMORGANA                               | 1. listopadu 2019  | 27                  | CZ: 2x platinová deska                     | |
| Yzomandias                 | Dobrá Duše, Srdce Ze Zlata                | 6. prosince 2019   | 28                  | CZ: Platinová deska                        | |
| Karlo                      | 999                                       | 13. března 2020    | 29                  | CZ: Platinová deska                        | |
| Konex                      | KARANTENA PARTY (EP) (with Decky)         | 10. dubna 2020     | –                   |                                            | Projekt vznikl v době karantény po vypuknutí epidemie COVID-19 jako EP v žánru EDM.                |
| Nik Tendo                  | RESTART (EP)                              | 24. dubna 2020     | –                   |                                            | |
| Milion+                    | #hot16challenge2                          | 4. června 2020     | –                   |                                            | Release na kterém se podílelo 5 rapperů a 3 producenti. Vznikl na podporu dobročinných organizací. |
| Robin Zoot                 | Pouzar                                    | 18 června 2020     | 30                  |                                            | |
| Konex                      | VOILÀ                                     | 31. července 2020  | 31                  |                                            | |
| Yzomandias                 | Melanž (EP)                               | 13. srpna 2020     | –                   | CZ: 10x platinová deska                    | |
| Nik Tendo                  | LUNAZAR (EP)                              | 17. září 2020      | –                   |                                            | |
| Nik Tendo                  | RESTART & LUNAZAR                         | 2. října 2020      | 32                  | CZ: 3x platinová deska                     | |
| Hasan                      | Prototyp                                  | 23. října 2020     | 33                  |                                            | |
| Yzomandias                 | Prozyum                                   | 26. listopadu 2020 | 34                  |                                            | Žánrová cena Anděl za rok 2020.                                                                    |
| Karlo                      | Sabotage (EP)                             | 8. ledna 2021      | –                   |                                            | Vychází i na audiokazetě.                                                                          |
| Hasan                      | Prototyp: Upgrade                         | 22. ledna 2021     | 33 (deluxe edition) |                                            | deluxe verze alba Prototyp                                                                         |
| Yzomandias                 | Prozyum (Director's Cut)                  | 11. února 2021     | 34 (deluxe edition) | CZ: 3x platinová deska SK: Platinová deska | deluxe verze alba Prozyum                                                                          |
| Kamil Hoffmann             | Katalóg                                   | 5. března 2021     | 35                  |                                            | |
| Koky                       | Stát Ve Stínu, Dotýkat Se Hvězd           | 26. března 2021    | 36                  |                                            | |
| Hasan                      | Echo                                      | 21. května 2021    | –                   |                                            | Jedná se o instrumentální projekt s živými nástroji, vokály a hooky od interpretů Milion Plus.     |
| Robin Zoot                 | Robby Trouble                             | 18. června 2021    | 37                  |                                            | |
| Nik Tendo                  | Jsem v pohodě, sem v prdeli.              | 30. července 2021  | 38                  | CZ: Platinová deska                        | |
| Robin Zoot                 | Robby Trouble (deluxe)                    | 18. srpna 2021     | 37 (deluxe edition) | CZ: Platinová deska                        | deluxe verze alba Robby Trouble                                                                    |
| Jickson                    | Obsidian                                  | 22. října 2021     | 39                  |                                            | |
| Yzomandias                 | J. EDEN E-GEN (with NobodyListen)         | 25. února 2022     | 40                  |                                            | |
| Hasan                      | Album, co mi změnilo život                | 29. června 2022    | 41                  |                                            | |
| Kamil Hoffmann             | MŇA NEMÔŽEŠ ZABIŤ                         | 15. července 2022  | 42                  |                                            | |
| Hasan                      | Album, co mi změnilo život (Další rozměr) | 22. července 2022  | 41 (deluxe edition) |                                            | deluxe verze alba Album, co mi změnilo život                                                       |
| Koky                       | SOS                                       | 19. srpna 2022     | 43                  |                                            | |
| Yzomandias                 | J. EDEN E-G3N (#FreeKarlo Edition)        | 2. září 2022       | 40 (deluxe edition) |                                            | deluxe verze mixtapu J. EDEN E-GEN                                                                 |
| Robin Zoot                 | MAKE SUDETY GREAT AGAIN                   | 30. září 2022      | 44                  |                                            | |
| Yzomandias a Nik Tendo     | Kruhy & Vlny                              | 17. listopadu 2022 | 45                  |                                            | Společné album Nik Tenda a Yzomandiase                                                             |
| Koky                       | Mixtape Radio Vol.1 "Ve Tvym Bloku"       | 19. ledna 2023     | —                   | Mixtape                                    | |
| Hasan                      | Space                                     | 24. března 2023    | —                   |                                            | |
| Yzomandias a Nik Tendo     | Kruhy & Vlny (217 Twins Edition)          | 7. dubna 2023      | 45 (deluxe edition) |                                            | Deluxe verze společného alba Nik Tenda a Yzomandiase                                               |
| Milion+                    | Krtek Forever                             | 9. června 2023     | 46                  |                                            | |
| Nik Tendo (s NobodyListen) | *PATTERN*                                 | 20. července 2023  | 47                  |                                            | |
| Yzomandias                 | Yzomandias II: Zpátky Na Svojí Planetu    | 15. září 2023      | 48                  |                                            | |
| Robin Zoot                 | PONYA                                     | 12. ledna 2024     | 49                  |                                            | |
| Hasan a Blako              | Ve špatný čas na správnym místě           | 16. února 2024     | 50                  |                                            | |
| Nik Tendo                  | 777 (EP)                                  | 22. března 2024    | –                   |                                            | |
| Hasan                      | Burnout (EP)                              | 5. dubna 2024      | –                   |                                            | |
| Yzomandias                 | Paranoia (EP)                             | 12. dubna 2024     | –                   |                                            | |
| Karlo                      | Turndowntheheat (EP)                      | 26. dubna 2024     | –                   |                                            | |
| Nik Tendo a Ben Cristovao  | HRA1 (EP)                                 | 10. května 2024    | 53                  |                                            | |
| Koky                       | OFFICE                                    | 24. května 2024    | 54                  |                                            | |
| Sara Rikas                 | Columba (EP)                              | 14. června 2024    | –                   |                                            | |
| Nik Tendo                  | v gastru nejsou lidi                      | 13. září 2024      | 54                  |                                            | |
| Nik Tendo                  | v gastru nejsou lidi (chef's deluxe)      | 20. září 2024      | 54 (deluxe edition) |                                            | |
| Yzomandias a PTK           | Painkillers                               | 22. listopadu 2024 | 55                  |                                            | |
| Karlo                      | Diabol V Slabom Tele                      | 20. února 2025     | 57                  |                                            | |
| Karlo                      | Diabol V Slabom Tele (DELUXE)             | 13. března 2025    | 57 (deluxe edition) |                                            | |
| Sara Rikas                 | Ja, Sára                                  | 23. dubna 2025     | 58                  |                                            | |

|
|-
|Yzomandias a PTK
|Painkillers (overdose edition)
|16. Července 2025
|
|
|
|
|-
|Nik Tendo a Decky
|Goldkiid
|22. listopadu 2024
|56
|1. Srpna 2025
|